# サンゴパイプヘビ
サンゴパイプヘビ（学名：Anilius scytale）は、爬虫綱有鱗目に分類されるヘビ。本種のみでサンゴパイプヘビ科サンゴパイプヘビ属を構成する（単型）。

## 分布
エクアドル、コロンビア、トリニダード・トバゴ、ブラジル、仏領ギアナ、ベネズエラ、ペルー、ボリビア

## 形態
全長60 ‐ 90センチメートル。最大全長120センチメートル。体型は円筒形だが、頭部は扁平。胴体中央部の列になった鱗の数（体鱗列数）は19か21。総排泄孔までの腹面を覆う鱗（腹板）は220 - 248枚。総排泄孔より後部の尾腹面を覆う鱗（尾下板）は10 - 15枚。背面の体色は赤で、40 - 73本の黒い横帯（輪状にならず途切れることもある）が入る。属名Aniliusは「残酷な」の意で、猛毒種で構成されるサンゴヘビ属に類似することが由来と考えられている。名前のサンゴもサンゴヘビ属に類似することに由来する。雄には蹴爪がある。
上唇を覆う鱗（上唇板）は6枚で、第2 - 5上唇板は大型で同程度。第3 - 4上唇板は眼に接する。眼には黒い横帯が入るため識別が難し、眼の位置をごまかす働きがあると考えられている。上顎骨と下顎骨の関節部にあたる骨（方骨）が非常に短いため、口を大きく開けることができない。頚部はくびれない。

## 分類
方骨が短いことからAniliidaeにパイプヘビ科Cylindrophidaeとされる構成種を含む（この場合Aniliidaeの和名がパイプヘビ科とされていた）、もしくはパイプヘビ科とパイプヘビ上科Anlioideaを構成する説もあった。分子年代推定からパイプヘビ科とは遺伝的距離が大きいと推定され、パイプヘビ科などはUropeltoidea上科として分割された。2亜種が知られる。和名は田原(2022)による。
サンゴパイブヘビ Anilius scytale scytale (Linnaeus, 1758)
腹板が225以上で、黒い横帯が狭い。
ヒロオビサンゴパイプヘビ Anilius scytale phelpsorum Roze, 1958
腹板が225以下で、黒い横帯が広い。

## 生態
標高0 - 400メートルにある熱帯雨林、浸水林、河畔などに生息する。主に地中棲で自ら掘った巣穴で生活するが、夜間や雨天時には地表に現れることもある。まれに浅い水たまりや沼を泳ぐこともある。外敵に襲われると地中へ逃げるか、頭部を胴体の下へ隠し尾を持ち上げる防御行動を取ることもある。これは有毒種への擬態と考えられている。
食性は動物食で、爬虫類（ミミズトカゲ科、ピグミーテユー科）、両生類（アシナシイモリ科、ミズアシナシイモリ科、コヤスガエル属）、魚類（タウナギ科 Synbranchus marmoratus）などを食べる。ブラジルの162個体（そのうち21個体が体内に食物があり、16個体が属単位まで同定）を用いた消化器官の内容物調査ではミミズトカゲ（13個体 82.5 % ミミズトカゲ属Amphisbaena、ブラジルミミズトカゲ属Aulura、ナンベイミミズトカゲ属Leposternon）、ヘビ（2個体 12.5 % 本種とTantilla属）、無足類（1個体 6.2 % アシナシイモリ属Caecilia）が確認された例がある。そのため細長い獲物を選択的に捕食すると考える説もある。
繁殖形態は胎生。妊娠期間は4 - 6か月。1回に6 - 10匹の幼蛇を産む。

## ギャラリー

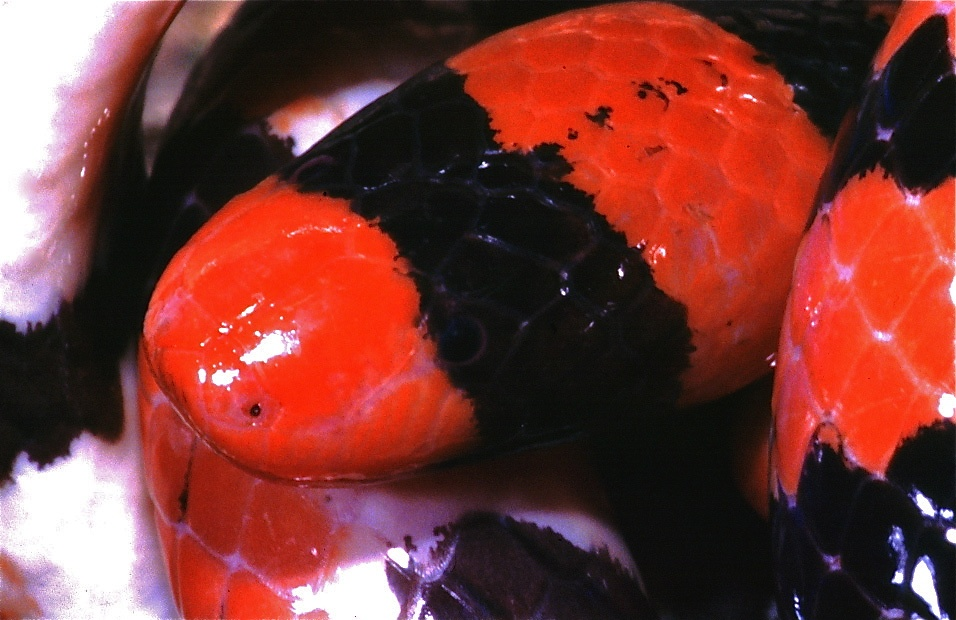
サンゴパイプヘビの頭部